# Twierdza Brzeska

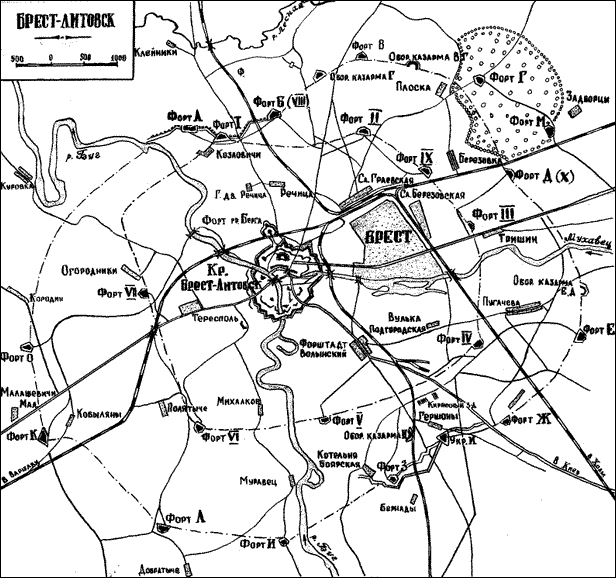
Plan Twierdzy Brześć i otaczających ją fortów z 1912 roku

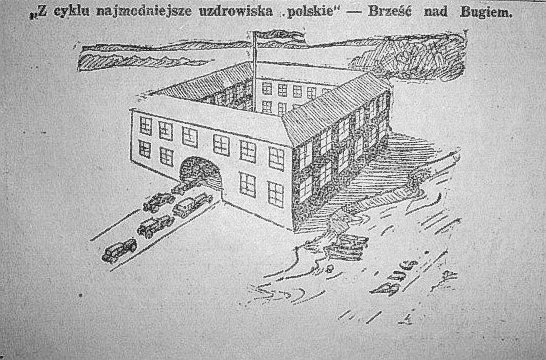
Rysunek satyryczny z „Hasła Łódzkiego” z 5 października 1930 roku, nawiązujący do sprawy uwięzionych posłów opozycji w twierdzy, nazywając ją najmodniejszym uzdrowiskiem

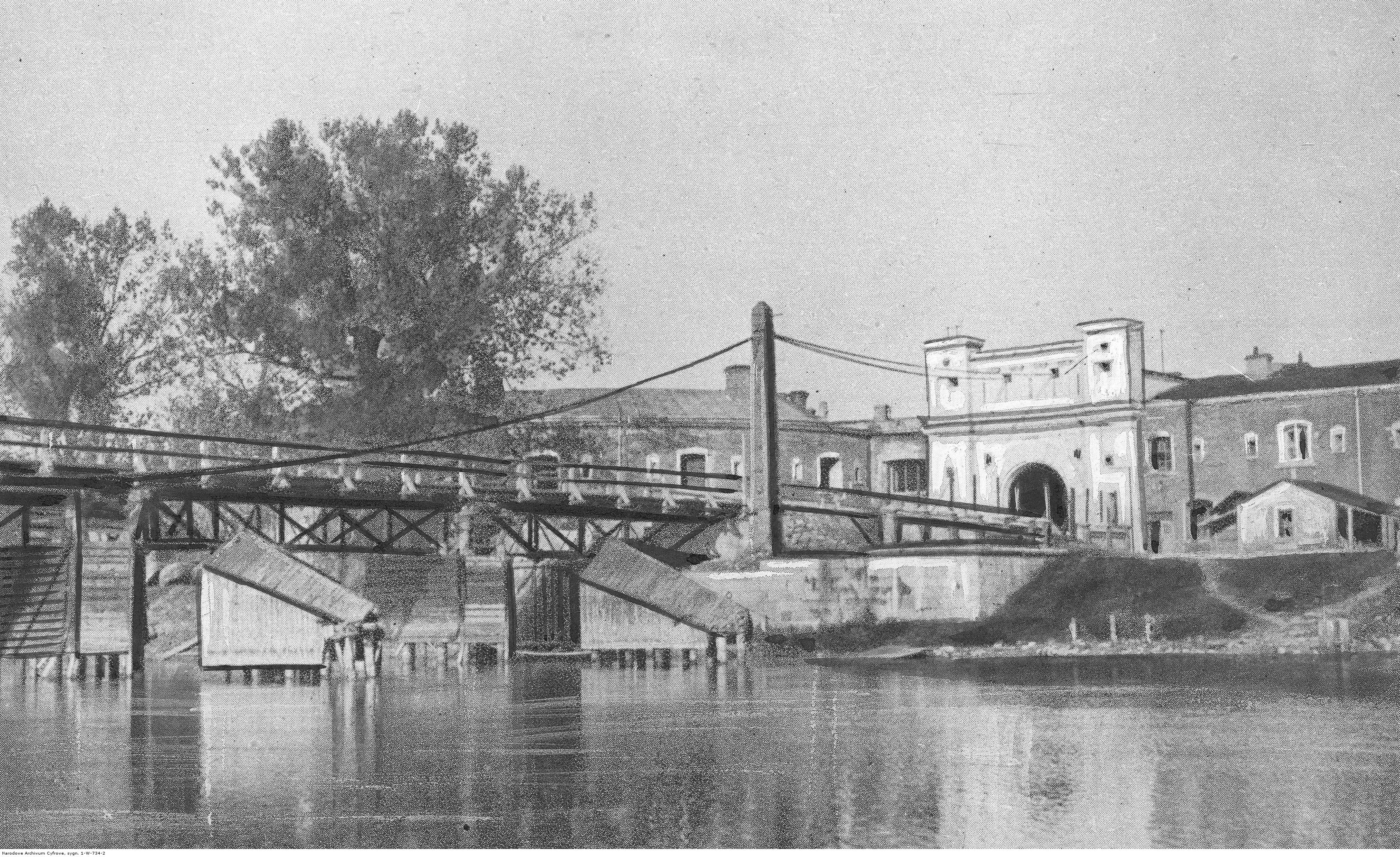
Most na Bugu pod więzieniem śledczym w Brześciu

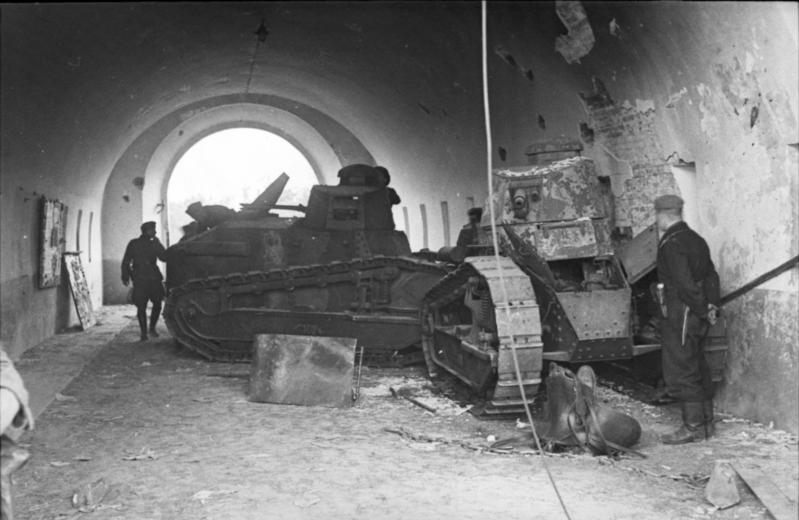
Polskie czołgi Renault FT-17 jako zapora w bramie cytadeli twierdzy brzeskiej 16 września 1939

Twierdza Brzeska, Twierdza Brześć (biał. Брэсцкая крэпасць, Bresckaja krepasć; ros. Брестская крепость, Briestskaja kriepost´) – zespół fortyfikacji wzniesionych przez Imperium Rosyjskie w pierwszej połowie XIX wieku przy ujściu rzeki Muchawiec do Bugu, na terenie Brześcia Litewskiego, po przesunięciu miasta o około 2 km na wschód. Stare drewniane budynki rozebrano, a murowane adaptowano na potrzeby armii rosyjskiej.

## Historia

### Budowa twierdzy
W 1833 roku cesarz Mikołaj I Romanow nakazał budowę twierdzy w Brześciu. Miał to być system fortyfikacji, trzymających w ryzach podbitą Polskę.
W roku 1833 rozpoczęto prace inżynieryjne nad przygotowaniem terenu do budowy. Jednak dopiero 1 czerwca 1836 roku przystąpiono do budowy samej twierdzy (piętrowej cytadeli) według projektu Karla Oppermana. Budowę ukończono w roku 1842.
Ostatecznie w zakres twierdzy weszły umocnienia:
- cytadela – zbudowana na wyspie centralnej otoczonej wodami Muchawca u ujścia Bugu
- zewnętrzne obwarowania (przedmościa):
  - Kobryńskie – na prawym brzegu Bugu i Muchawca (Wyspa Północna), połączone z cytadelą bramami Brygidzką i Brzeską
  - Wołyńskie – południowo-wschodnie na Wyspie Szpitalnej, połączone z cytadelą Bramą Szpitalną (Chełmską)
  - Terespolskie – zachodnie na lewym brzegu Bugu na wyspie Zachodniej, połączone z cytadelą Bramą Terespolską

Następnie Twierdzy poszerzano fortyfikacje zewnętrzne. Pierwszym fortem zewnętrznym był fort Graf Berg wzniesiony w latach 1869–1872. W latach 1878–1888 wokół Twierdzy zbudowano I pierścień fortów zewnętrznych składający się z 10 ceglano-ziemnych fortów o oznaczeniach cyfrowych I – X: fort I – Kozłowicze, fort II – Grajewka, fort III – Tryszyn, fort IV – Wólka Podgrodzka, fort V – Arkadia i Wołynka, fort VI – Terespol, fort VII – Łobaczew, fort VIII – Rzeczyca i fort IX – Berezówka.
Zbudowano też fort osłaniający linię kolejową. Całość uzupełniono drobniejszymi fortyfikacjami typu: działobitnie, prochownie i szańce piechoty.
Na początku XX wieku nastąpiła modernizacja twierdzy brzeskiej i oprócz modernizacji istniejących budynków postanowiono wybudować II zewnętrzny obwód fortów tj. Główną pozycję obronną, w której skład miało wejść 14 fortów, 21 punktów oporu międzypola i 5 koszar obronnych. W 1912 linia obrony została skrócona z planowanych 45 km do 40 km i planowana gotowość modernizowanej twierdzy została wyznaczona na rok 1921, czemu przeszkodziła I wojna światowa. Zaplanowano i częściowo zrealizowano modernizację fortów: fort W – Katenborg, fort G – cmentarz Połoska, fort D – Brześć, fort M – Brześć, fort J – dzielnica Pugaczow, fort Ż – Dubinniki, fort Z – Kotelnaja Bojarska, fort I – Żuki (Polska), fort Ł – Lebiedziew (Polska), fort K – Kobylany (Polska), fort O – Koroszczyn (Polska), fort A – Rzeczyca-Kozłowicze, fort B – Dubrówka i fort N – Ogrodniki (Polska).

### Twierdza w czasie wojen i pokoju
W czasie I wojny światowej dowództwo armii rosyjskiej prawdopodobnie nie zamierzało bronić twierdzy, ponieważ jej wyposażenie przekazywane było jednostkom frontowym, np. Front Południowo-Zachodni otrzymał 160 dział ciężkich będących dotychczas na wyposażeniu twierdzy. Zarządzono ewakuację ludności, a wartościowe mienie z twierdzy wywieziono. W 1915 roku twierdza padła po dwudniowym oblężeniu którego dokonały wojska armii austro-węgierskiej. Część z umocnień została zniszczona przez wycofujących się Rosjan. Natomiast Niemcy i Austriacy wzmocnili wschodni pierścień obrony twierdzy kilkudziesięcioma schronami. W 1918 roku w kasynie oficerskim w twierdzy podpisano traktat pokojowy kończący wojnę Niemiec i Austro-Węgier z Rosją. Okupacja niemiecka Brześcia trwała od 1915 do lutego 1919 roku.
Wojsko Polskie zdobyło twierdzę brzeską na początku lutego 1919 roku, po walkach z oddziałami armii niemieckiej. W walkach o twierdzę wzięły udział, m.in. 22 Pułk Piechoty i 34 Pułk Piechoty. Pierwsza defilada wojsk polskich w Brześciu przed gen. Antonim Listowskim miała miejsce 13 lutego, a 27 marca 1919 Naczelny Wódz mianował płk Andrzeja Opatowicza komendantem twierdzy Brześć Litewski. W czasie wojny polsko-radzieckiej czerwonoarmiści po kilkudniowej walce zajęli twierdzę 2 sierpnia 1920 roku, jednak została odbita przez Wojsko Polskie już 19 sierpnia w wyniku polskiej kontrofensywy. Teren twierdzy stał się obozem jenieckim dla około 3 tysięcy wziętych do niewoli żołnierzy Armii Czerwonej, którzy w większości zginęli z głodu, epidemii lub zimna. Jeniec Antoniuk wspominał, że jeńcy byli źle traktowani, zaprzęgano ich nawet do furmanek zamiast koni. Ponieważ po ustaleniu granic Polski w 1921 roku twierdza brzeska znalazła się w centrum Polski, była pomijana w planach modernizacyjnych. Wykonywano jedynie prace konserwacyjne. W okresie reżimu sanacyjnego więziono w twierdzy przeciwników politycznych, głównie działaczy opozycji parlamentarnej Centrolewu. Posłowie byli przetrzymywani w zapchlonych celach, a wyżywienie było niezmiernie skąpe, brudne i bardzo liche, obliczone wręcz na celowe głodzenie. W Brześciu więzieni byli od września do 23 listopada 1930 roku  następujący posłowie: Norbert Barlicki, Kazimierz Bagiński, Herman Lieberman, Adam Pragier, Józef Putek i Wincenty Witos.  
Po agresji III Rzeszy na Polskę do twierdzy przybył 7 września 1939 roku marszałek Edward Rydz-Śmigły wraz ze Sztabem Generalnym, co spowodowało w tym dniu wzrost intensywności niemieckich bombardowań. Twierdza brzeska została zajęta przez Niemców 17 września 1939 roku po odparciu przez Wojsko Polskie 7 szturmów XIX Korpusu Armijnego dowodzonego przez gen. płk Heinza Guderiana. W wyniku umowy granicznej zawartej między ZSRR a Niemcami twierdza znalazła się w granicach ZSRR.
Michaił Kowalow komandarm II rangi, dowodzący frontem białoruskim, zajmującym Kresy północno-wschodnie pisał we wrześniu 1939 roku do Moskwy: „Ustanowiona granica na rzece Bug w rejonie Brześcia Litewskiego jest skrajnie niewygodna dla nas z następujących przyczyn: miasto Brześć granica dzieli na dwie części. Zachodni obwód fortów dostanie się Niemcom; przy bliskości granicy niemożliwe stanie się wykorzystywanie w pełni bogatego zasobu koszar w Brześciu, węzeł kolejowy i samo miasto będzie się znajdować w strefie ognia z broni maszynowej, przeprawy przez rzekę Bug nie będą zabezpieczone odpowiednim terytorium. Duże, godne uwagi lotnisko przy wsi Małaszewicze dostanie się Niemcom”. W odpowiedzi nie zgodzono się na zmianę przebiegu granicy, mimo to komandarm polecił saperom skierować wody Bugu do kanału pod Terespolskimi Umocnieniami a przybyłym Niemcom oświadczył, że to jest główny nurt Bugu, który miał być granicą zgodnie z Paktem Ribentropp-Mołotow. Taki przebieg zyskała również granica wyznaczona w 1945 r.
Atak niemiecki na twierdzę Brześć miał miejsce 22 czerwca 1941 roku w ramach operacji Barbarossa, a rozpoczął go o godz. 3:05 ostrzał artylerii niemieckiej. Dwie dywizje pancerne (22 i 30 Dywizja Pancerna) Armii Czerwonej stacjonujące na poligonie na wschód od Brześcia w rejonie Żabinki, nie mogły przyjść obrońcom twierdzy z pomocą gdyż były nieustannie atakowane przez Luftwaffe. Obrona załamała się 30 czerwca. Ciężkim ciosem dla obrońców był nalot, w czasie którego użyto bomb o wagomiarze 2 t. Obrońcy poddali się, a dowódca obrony i komisarz popełnili samobójstwo. Pomimo że Niemcy oficjalnie ogłosili zakończenie bitwy o twierdzę, pojedyncze grupki żołnierzy broniły się jeszcze w drugiej połowie lipca. Atakująca twierdzę niemiecka 45 Dywizja Piechoty, poniosła straty w postaci 414 zabitych.
Po zdobyciu twierdzy przez wojska niemieckie pozostała ona pod okupacją III Rzeszy do 1944 roku. W tym roku Armia Czerwona w ramach operacji Bagration dotarła do twierdzy Brześć. Oddziały 70 Armii po sforsowaniu rzeki Bug oskrzydliły twierdzę od południowego zachodu. Kolejne jednostki z 65 Armii po zdobyciu Czeremchy obeszły Brześć od północy. Armia Czerwona zdobyła miasto 28 lipca 1944 roku.
W latach 1944–1991 twierdza Brzeska należała do ZSRR, a od 1991 roku znajduje się w granicach Białorusi.
22 czerwca 2008 w twierdzy brzeskiej miało miejsce spotkanie prezydenta Białorusi Alaksandra Łukaszenki z prezydentem Rosji Dmitrijem Miedwiediewem.

## Twierdza brzeska w kulturze
W 2010 roku zrealizowano film Twierdza brzeska w reżyserii Aleksandra Kotta, opowiadający o obronie twierdzy przez Armię Czerwoną w czasie agresji dokonanej przez III Rzeszę. Twierdza brzeska stanowi jedno z kluczowych miejsc w powieści szpiegowskiej polskiego pisarza Vincenta V. Severskiego z 2011 roku pt. Nielegalni. Zgodnie z jej fabułą na terenie twierdzy zostało ukryte archiwum Wydziału Polskiego NKWD, a wywiady Białorusi, Polski i Rosji podejmują walkę o jego zdobycie.

## Galeria

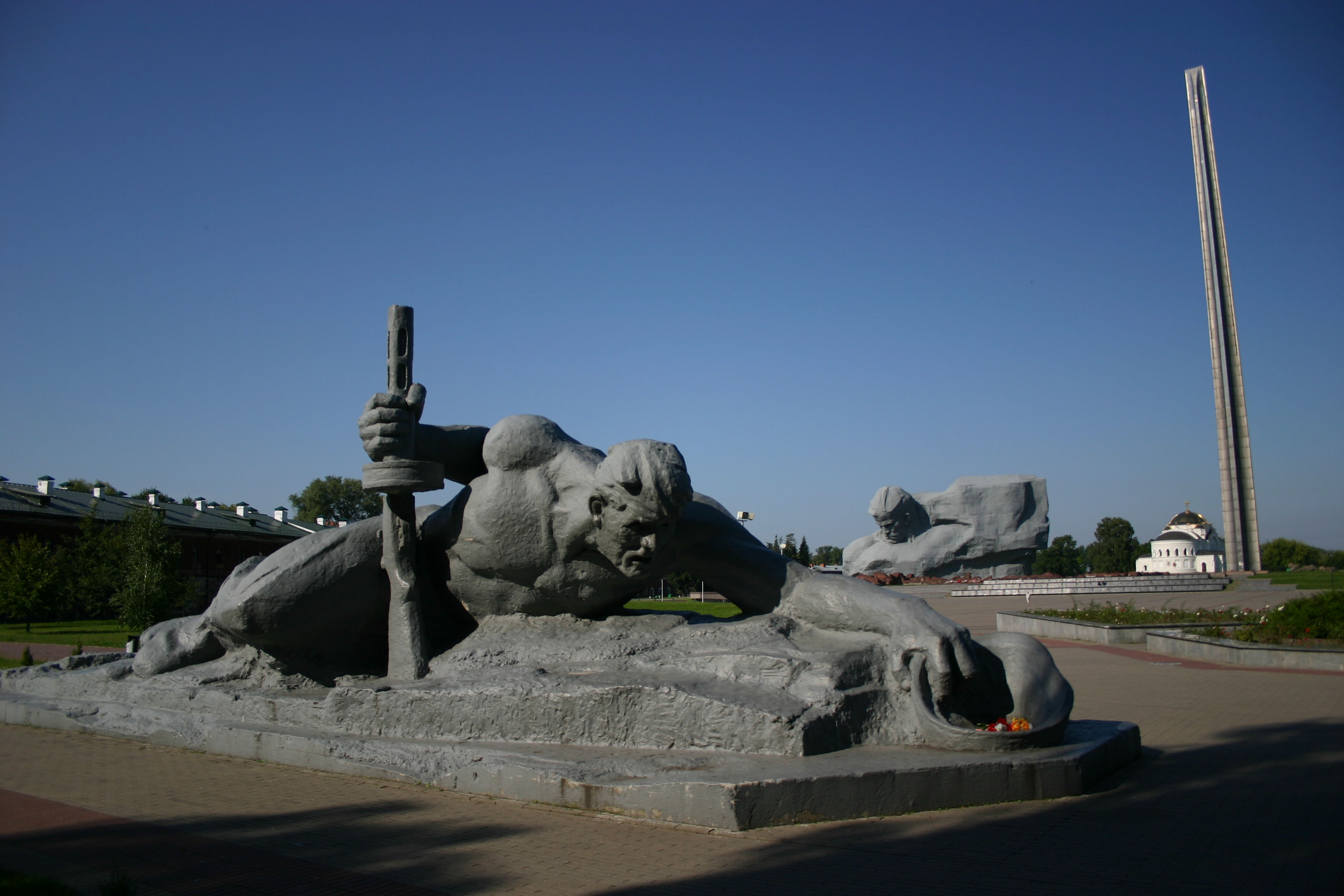
Monumentalna rzeźba „Pragnienie”, w głębi pomnik „Męstwo” oraz cerkiew św. Mikołaja. Po prawej obelisk w kształcie bagnetu
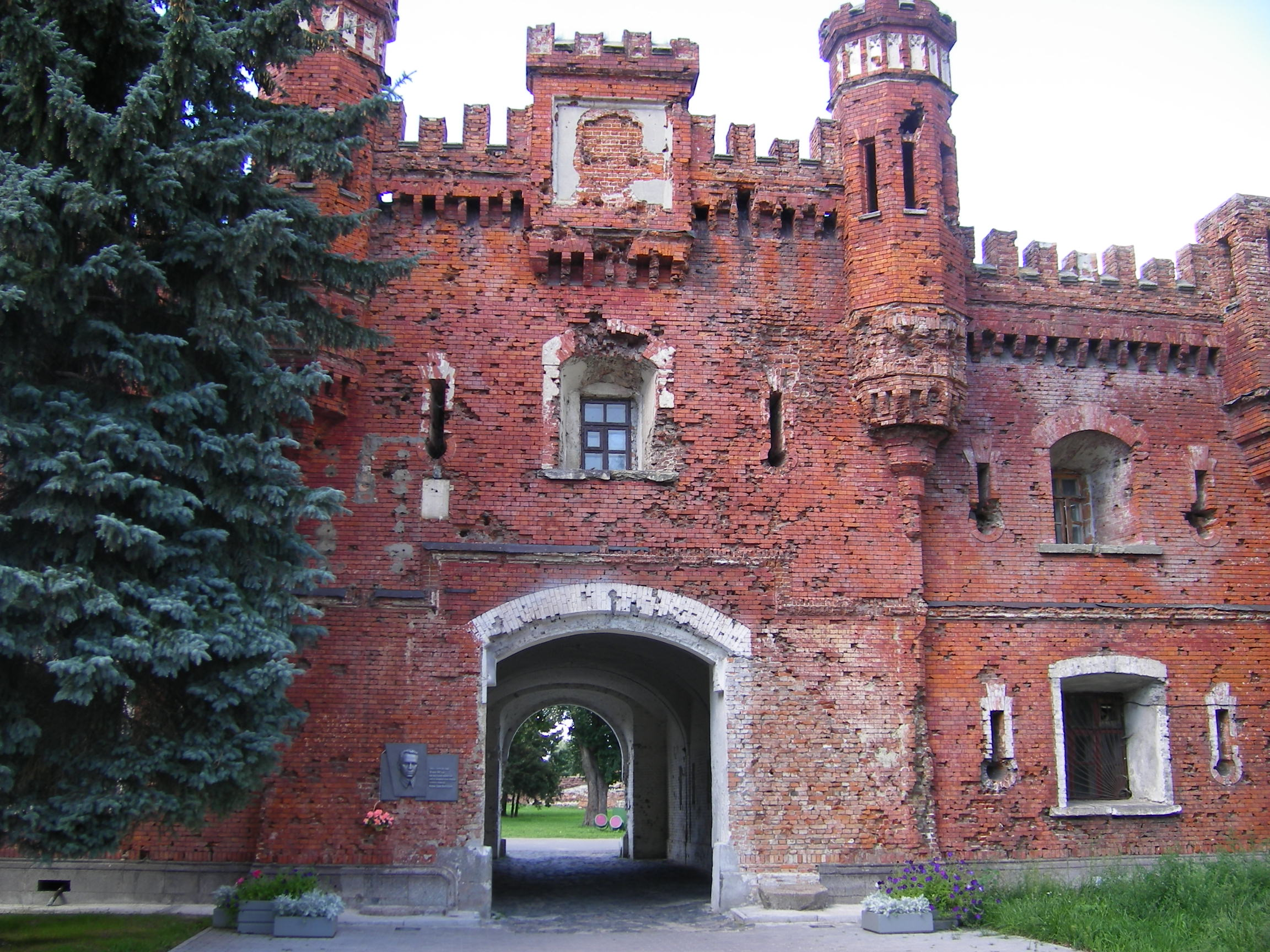
Brama Chełmska (Szpitalna)
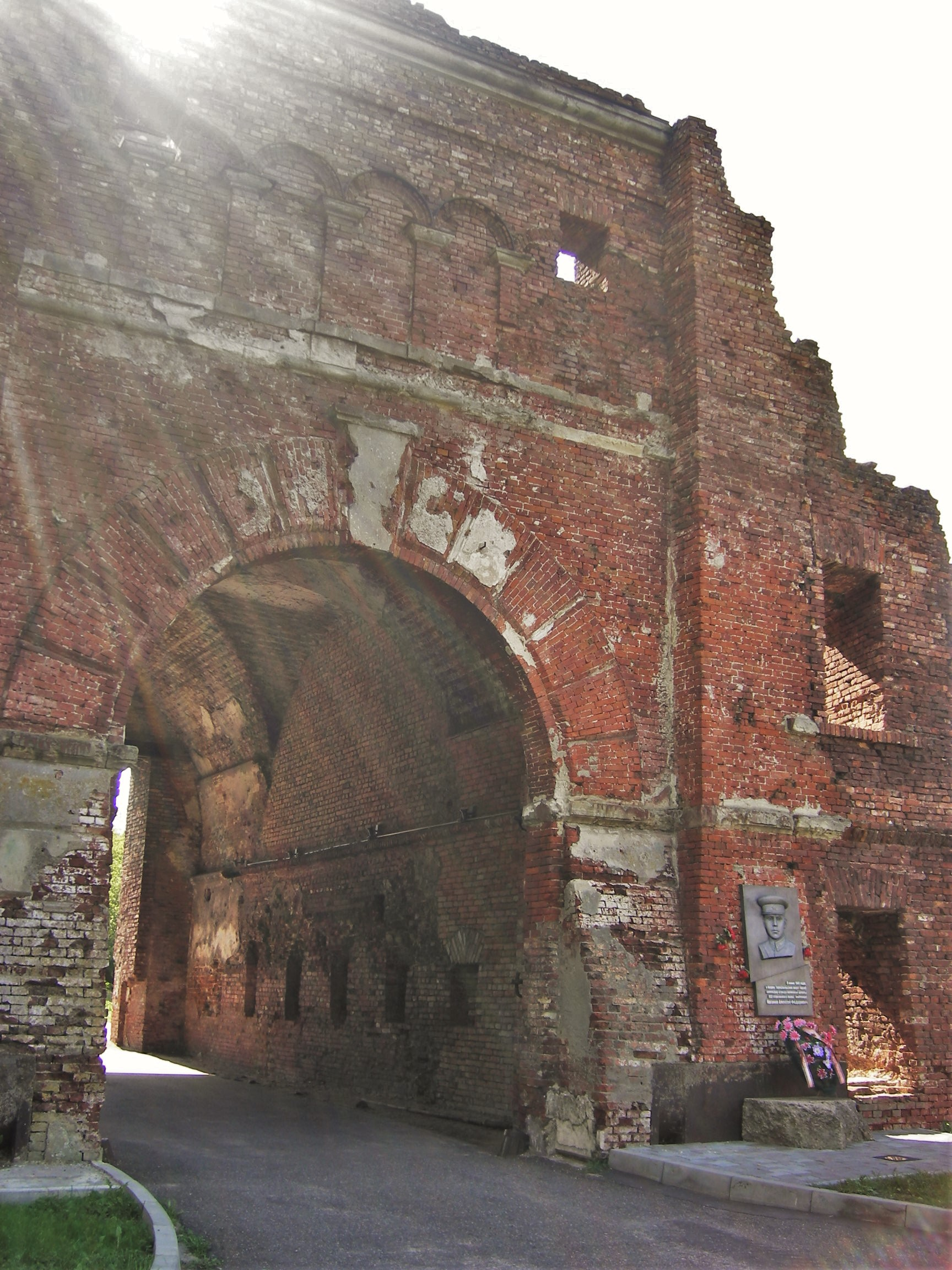
Brama Terespolska
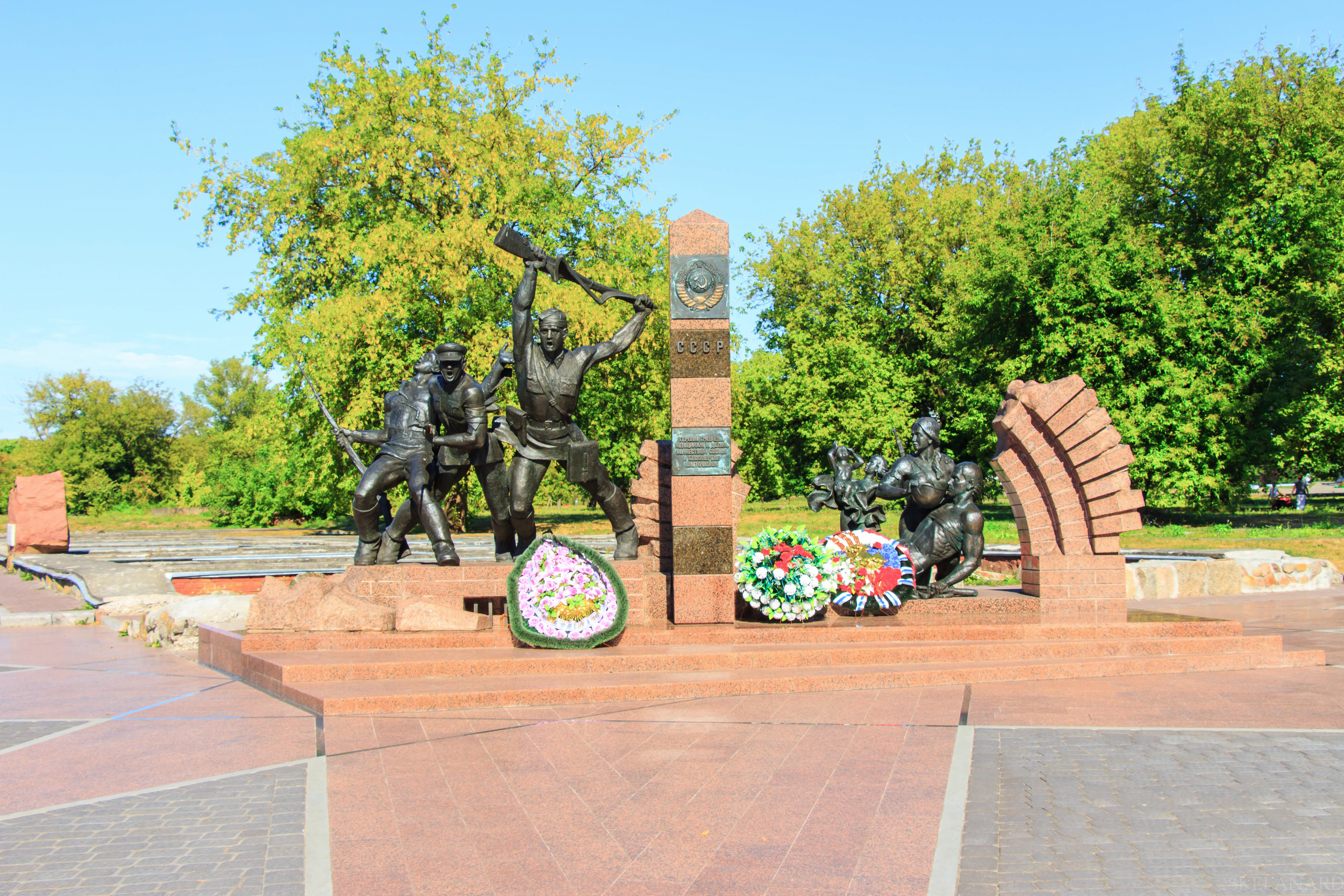
Pomnik bohaterów granicy
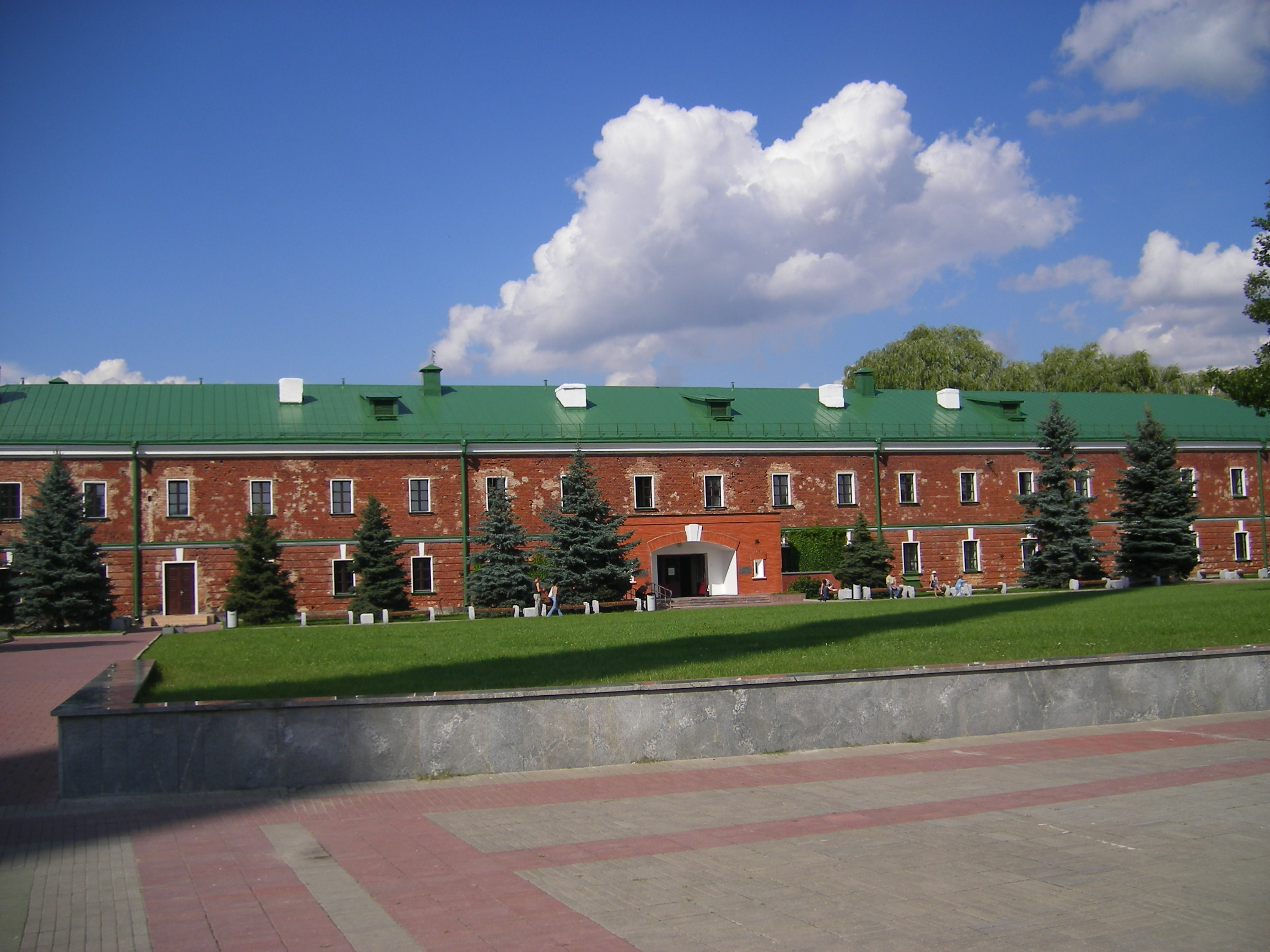
Koszary twierdzy brzeskiej